# بلانولاس
بلدية بلانولاس (بالإسبانية: Planolas) هي بلدية تقع في مقاطعة جرندة التابعة لمنطقة كتالونيا شمال شرق إسبانيا.

## الديموغرافيا
بلغ عدد سكان بلدية بلانولاس 309 نسمة عام 2011 (وفقاً للمعهد الوطني الإسباني للإحصاء).
| 265 | 277 | 281 | 313 | 272 | 279 | 309 |